# Bevingat
Bevingat är en bok av Birgitta Hellsing, Magdalena Hellquist och Anders Hallengren, publicerad 2000. Boken innehåller ca 2 500 artiklar indelade i fyra kategorier: Bevingade ord, Ord med historia, Bildliga uttryck, Ordspråk och talesätt.

## Utgåvor
- 2000 - Bevingat : från Adam & Eva till Oväntat besök ISBN 91-34-51775-8
- 2002 - Bevingat : från Adam & Eva till Oväntat besök ISBN 91-0-057960-2
- 2005 - Bevingat : från Adam & Eva till Köttberget ISBN 91-0-010252-0